# زرافة غرب إفريقيا
زرافة غرب إفريقيا (بالإنجليزية: West African giraffe) (الاسم العلمي: Giraffa peralta أو Giraffa camlopardalis peralta)، والمعروفة أيضًا باسم زرافة النيجر أو الزرافة النيجيرية، هي نويع من الزرافات تتميز ببقعها ذات الألوان الفاتحة. تعيش في منطقة الساحل في غرب إفريقيا، ولكن في القرن التاسع عشر، كانت تنتشر من السنغال إلى بحيرة تشاد، في عام 2011، لم تبق هذه النويعة إلا في جيوب قليلة معزولة تحتوي على حوالي 400 فرد في المجموع. ويتواجد آخر قطيع يعتمد على نفسه ذاتيًا في جنوب غرب النيجر، مدعومًا بسلسلة من الملاجئ في منطقة دوسو والمركز السياحي في كوري، على بعد حوالي 80 كيلومترًا جنوب شرق نيامي. ومن المعروف الآن أن جميع أفراد ما تسمى "زرافة غرب إفريقيا" الأسيرة هي زرافة كردفان.